# Конкани (язык)
Конкани (деванагари: कोंकणी; латиница: Koṅkani; каннада: ಕೊಂಕಣಿ; малаялам: കൊങ്കണി; IAST: koṃkaṇī) — индоарийский язык, принадлежащий к индоевропейской семье языков и распространённый на западном побережье Индии (регион Конкан). Имеет приблизительно 7,6 миллиона носителей, говорящих на двух языках-диалектах — конкани и гомантаки.
Конкани является самым южным из континентальных индоарийских языков в Индии. Родственными ему являются языки маратхи и гуджарати, существует некоторое сходство с хинди. Многие слова конкани очень близки по звучанию к бенгальскому и ория.
В отличие от многих языков Индии конкани не имеет собственной письменности. Для его записи используются письменности других региональных языков, в зависимости от местожительства носителей. В качестве официальной признана письменность деванагари.
Конкани является официальным языком штата Гоа и внесён в список официальных языков Индии.

## Географическое распространение
Конкани широко распространён на западном побережье Индии, называемом Конкан и включающем побережье штата Махараштра, Гоа, округи Южная и Северная Канара в штате Карнатака и отдельные районы штата Керала. В каждом регионе существует собственный диалект, стиль произношения, лексика, тоновые различия, а в некоторых случаях заметные отличия в грамматике. На конкани говорят меньшинства в других районах Карнатаки. Незначительное число носителей конкани проживает в Северной Индии.
Большое количество говорящих на конкани живёт за пределами Индии, включая экспатриантов и граждан других стран. Определение их числа представляется затруднительным.
Конкани занимает 15 место по числу носителей в списке официальных языков Индии.
По данным Департамента переписи населения Индии, в 1991 году число говорящих на конкани составило 1 760 607 человек (0,21 % населения страны). Из них 602 606 проживало в Гоа, 706 397 в Карнатаке, 312 618 в Махараштре и 64 008 в Керале.
Согласно оценкам на 2001 год, на конкани говорило 2 489 015 человек.
По оценкам, приведённым на сайте Ethnologue, на конкани говорит 7,6 миллионов человек.

## История

### Происхождение языка
Конкан представляет собой узкую полоску земли между хребтом Сахаядри и западным побережьем Индостана. Конкани развился в этом регионе, преимущественно в районе Гомантак (современное Гоа).
Существует две теории относительно происхождения языка:
Согласно первой версии, прародителем конкани был язык брахманов из касты сарасват, которые жили вдоль берегов реки Сарасвати, которая предположительно протекала в северо-западной Индии 5000 лет назад. Вследствие сейсмической активности в Гималаях река в 1900 году до н. э. ушла под землю, вынудив население мигрировать. После долгого пути группы этих людей поселились в регионе Гомантак. Они принесли с собой собственный диалект шаурасени (вариант пракрита), который со временем развился в современный конкани.
Согласно другой теории, конкани является санскритизированной версией языка, на котором говорило племя кокна. В настоящее время эти племена проживают на севере Махараштры и в южном Гуджарате, однако первоначально они могли жить в Конкане. Арии, пришедшие в Конкан, переняли язык и добавили в него различные пракритские и санскритские слова.

### Ранний период
Первоначально конкани занимал в Гоа сильные позиции. Существует версия, что письменность брахми, из которой впоследствии произошёл шрифт деванагари, могла использоваться для записи конкани, но впоследствии вышла из употребления. В то же время не существует доказательств, подтверждающих эту гипотезу.
В 1300-х годах развитие маратхи и доступность религиозных и художественных произведений на этом языке привели к употреблению его для религиозных целей многими индуистами в Гоа. До прихода португальцев конкани существовал в этом регионе только в качестве разговорного языка.
В других общинах развивались собственные диалекты конкани. В частности, в результате смешанных браков между арабскими моряками и местным населением, а также перехода индуистов в ислам, появились мусульманские конканоязычные общины в Ратнагири и Бхактале.
Другой общиной мигрантов, перенявшей конкани, были сидди — моряки-воины из Эфиопии.

### Португальское владычество
Прибытие европейцев привело к значительным изменениям языковой ситуации в регионе — дроблению конкани на многочисленные региональные диалекты и изоляции между индуистами и христианами.

#### Миграция населения
Религиозная политика португальцев, направленная на обращение населения в христианство, вынудила многих носителей языка покинуть Гоа и переехать в соседние регионы. Некоторое количество конкани проживало в соседних районах до прибытия европейцев, а также эмигрировало по экономическим причинам. Однако основной причиной миграции было португальское господство в Гоа.
В результате продолжавшейся 500 лет миграции конкани, язык распространился в Канару (прибрежная часть Карнатаки), Кокан-патту (побережье конканской части Махараштры) и Кералу.
Язык распространялся с тремя волнами миграции индуистов и христиан. Первая произошла в первые годы португальского правления и во время инквизиции 1560 года. Вторая — во время войны 1571 года с султаном Биджапура. Третья волна миграции произошла во время войн с маратхами 1683—1740 годов. Во времена первой волны бежали от религиозных преследований в основном индуисты, вторая и третья войны привели к миграции преимущественно христианского населения.
Общины мигрантов росли в относительной изоляции друг от друга, поэтому в каждой из них развился свой собственный диалект. Поскольку общины были вынуждены ежедневно взаимодействовать с местными языками, в диалектах конкани заметно сильное влияние местных языков, проявляющееся в письменности, лексике и стиле.

#### Административное регулирование
В начале эры португальской колонизации христианские миссионеры осознали важность ведения проповедей на местных языках и поэтому переводили христианскую литературу на конкани, а иногда и на маратхи. Наиболее значительным из миссионеров, внесшим вклад в развитие конкани, был английский иезуит Томас Стефенс.
Однако уже в 1684 году португальская администрация запретила использование местных языков в своих индийских территориях. Португальский язык должен был использоваться не только в официальных ситуациях, но и в повседневном общении, включая разговоры дома и на базарах. Этот шаг был предпринят для уничтожения индуистского религиозного образования, средой для которого были местные языки. Португальцы также хотели разорвать связь между новообращёнными христианами и их старой культурой.
Введение португальского в качестве официального языка привело к постепенному угасанию конкани — в отличие от большинства языков Индии, он не имел никакой государственной поддержки.

#### Религиозные различия
Многовековые контакты между народами маратхи и конкани привели к двуязычию среди конкани-индуистов, которое закрепилось в результате долгого использования индуистами Гоа маратхи в качестве литературного языка и языка литургии.
Подобным образом высшие слои христианского населения использовали конкани только для общения с низшими классами и беднотой. В качестве языка высших слоёв общества и для религиозных нужд использовался португальский, который оказал заметное влияние на конкани, особенно в христианских общинах.
Географическое, социальное и религиозное дробление как в самом Гоа, так и в общинах мигрантов привело к образованию большого числа диалектов. В Махараштре для записи языка стала использоваться письменность деванагари, в то время как мигранты в Карнатаке писали шрифтом каннада.

### Возрождение
Использование португальского языка в качестве официального в среде христиан, преобладание маратхи среди индуистов, деление народа по религиозному признаку и административные ограничения привели к упадку языка.
Движение по объединению всех конкани вне зависимости от касты и религиозной принадлежности было начато писателем и общественным деятелем Ваманом Рагхунатхом Варде Валауликаром, более известным как Шеной Гоембаб (1877—1946). Он видел это движение не просто как националистическое движение против португальского господства, но также против превосходства языка маратхи над конкани.
Гоембаб действовал практически в одиночку, опубликовав большое число книг на конкани. Он считается основоположником современной конканской литературы. Годовщина его смерти, 9 апреля, празднуется как Всемирный день конкани (Viswa Konknni Dis).

### После обретения независимости
После обретения Индией независимости была начата административная реформа, целью которой была реорганизация штатов по языковому признаку. В связи с этим, появились требования со стороны маратхи присоединить Гоа к штату Махараштра, приведшие к интенсивным дебатам в Гоа относительно политической независимости и статуса конкани в случае объединения.
В результате проведённого в 1967 году плебисцита Гоа остался независимым штатом. В то же время, английский, хинди и маратхи продолжали оставаться приоритетными языками официального общения, в то время как конкани был оттеснён на второй план.

### Признание в качестве официального языка
Многие деятели маратхи настаивали, что конкани является диалектом языка маратхи. Вопрос о статусе языка был вынесен на рассмотрение Сахитья Академи (Индийской Государственной Литературной Академии), которая назначила комиссию экспертов-лингвистов для проведения дискуссии. 26 февраля 1975 года, после обстоятельного рассмотрения вопроса, комитет пришёл к выводу, что конкани является независимым и литературным языком.
В 1986 году сторонники конкани начали кампанию по приданию языку официального статуса. В некоторых случаях противостояние противников и сторонников приводило к кровопролитию — шесть активистов движения погибли.
4 февраля 1987 года Законодательное собрание Гоа приняло Закон об официальных языках, сделав конкани официальным языком штата Гоа.
31 августа 1992 года была принята 71-я поправка к Конституции Индии, включившая конкани в список официальных языков страны.

## Диалекты
Несмотря на сравнительно небольшое число носителей, конкани имеет очень большое количество диалектов. Различные исследователи предлагают разные варианты классификации.

### Классификация Нараяна Говинда Калекара
Каленкар делит диалекты конкани на три большие группы на основе истории и культурных связей их носителей:
- Северный конкани — в районе Ратнагири в Махараштре, влияние маратхи
- Центральный конкани — диалекты Гоа, влияние португальского языка и культуры
- Южный конкани — диалекты региона Канара в Карнатаке, влияние языков тулу и каннада

### Классификация Ethnologue (ISO)
В классификации ISO 639-3, конкани (ISO 639-3:kok) делится на два языка-диалекта:
- Гоанский конкани (gom)
- Собственно конкани (knn)

Диалекты, приводимые на сайте Ethnologue:
- Диалекты собственно конкани (knn): колабский агари, парабхи (каястхи, дамани), коли, киристав, дханагари, бхандари, тхакури, кархади, сангамесвари, гхати, махари
- Диалекты гоанского конкани (gom): стандартный конкани, бардескари (гомантаки), сарасват брамин, кудали, далди, читпанави, Бангалор

Родственные языки/диалекты
Другие языки, включённые в конканскую группу но не рассматривающиеся как диалекты конкани: каткари (kfu), кукна (kex), пхудаги (phd), самведи (smv), варли (vav)

### Многоязычие
Согласно данным Департамента переписи населения Индии, для носителей конкани характерен высокий уровень многоязычия. По данным переписи 1991 года, 74,20 % конкани знали два языка, а 44,68 % — три (средняя по стране — 19,44 % и 7,26 %, соответственно). Таким образом, конкани являются наиболее многоязычной общиной Индии.
Такая ситуация объясняется тем, что в большинстве районов конкани как правило являлись меньшинством и вынуждены были знать местные языки. Другой причиной двуязычия являлось отсутствие школ, в которых конкани преподавался бы в качестве первого или второго языка.

### Вопрос язык-диалект
В среде маратхи бытует мнение, что конкани является диалектом языка маратхи, а не отдельным языком.
В качестве аргументов приводятся доказательства исторического характера, близкое сходство между маратхи и конкани, географическая близость Гоа и Махараштры, сильное влияние маратхи на распространенные в Махараштре диалекты конкани (например, малвани), предполагаемое отсутствие литературы на конкани и высокий уровень двуязычия среди конкани-индуистов.
Хосе Перейра в опубликованной в 1971 году работе «Konkani — A Language: A History of the Konkani Marathi Controversy» привёл в качестве источника полемики о статусе языка опубликованное в 1807 эссе Джона Лейдена о индийских языках, в котором конкани был приведён в качестве одного из диалектов Махараштры.
Это мнение было повторено английским лингвистом Джорджем Грирсоном, чья работа о языках Индии «The Linguistic Survey of India» долгое время рассматривалась другими учёными как достоверный источник цитирования. В своей книге Грирсон разделил прибрежные диалекты Махараштры (округа Бомбей) и диалекты Гоа как два разных языка. Конкани прибрежных районов Махараштры он посчитал диалектом маратхи, а не диалектом гоанского конкани как такового. В то же время, по его мнению, гоанский конкани также являлся диалектом маратхи, поскольку религиозная литература, использовавшаяся индуистами Гоа, писалась не на конкани, а на маратхи. Мнение Грирсона о гоанском конкани было основано не на лингвистических данных, а на диглоссии в Гоа.
В 1966 году была издана работа «The Formation of Konkani». В ней с использованием современных методов исторической и компаративной лингвистики были исследованы шесть типичных диалектов конкани. Было показано, что формирование конкани было отличным от маратхи.

### Унификация письменности и диалектов
Использование многочисленных систем письма и диалектные различия являются преградой в объединении конкани. Решение об использовании деванагари в качестве официальной письменности и диалекта Антруз встретились с противодействием как в Гоа, так и за его пределами.
Критики возражали, что антрузский диалект непонятен большинству гоанцев, не говоря о других общинах конкани, в деванагари уступает по популярности латинице в Гоа и письму каннада на побережье Карнатаки.
Заметную роль среди критиков играли гоанские католики, которые поддерживали возрождение конкани в 1986—1987 и долгое время использовали латиницу, включая издание литературы. Они требовали придания латинице равного статуса с деванагари.
В Карнатаке, где проживает наибольшее число конкани, организации и активисты добивались права использования письменности каннада вместо деванагари при преподавании конкани в местных школах.
В настоящее время ни одна письменность или диалект не могут быть понятны или приемлемы для всех групп. Для достижению консенсуса в этом вопросе не предпринимается серьёзных усилий. Отсутствие стандартного, приемлемого для всех диалекта приводит к тому, что во многих случая конкани общаются между собой на других языках.

## Организации и учреждения
Существуют многочисленные организации, объединяющие конкани и занимающиеся поддержкой языка как на уровне общин, так и на государственном уровне. В 1978 году был основан Всеиндийский Паришад Конкани, целью которого было создание общей почвы для всех конканских общин. 11 сентября 2005 года была основана организация Vishwa Konkani Parishad, целью которой является создание всеобщей и плюралистической зонтичной организации, объединяющей конкани во всем мире.
Некоторые организации, связанные с конкани:
- Konkani Bhasha Mandal, Мумбаи
- Konkani Triveni Kala Sangam, Мумбаи
- Thomas Stephens Konknni Kendr
- World Konkani Centre — Культурный и языковой центр, который должен быть построен в Бангалоре
- Konkani Bhas Ani Sanskriti Pratistan (Языковой и культурный фонд конкани) — организация, строящая World Konkani Centre
- Goa Konkani Akademi (GKA)
- Dalgado Konkani Academy
- Karnataka Konkani Sahithya Academy
- Konkani Ekvott — зонтичная организация различных учреждений конкани в Гоа.
- Vishwa Konkani Sammelan (Мировая конвенция конкани) — принята в 1995 году
- Konkan Daiz Yatra — старейшая организация, основанная в 1939 году в Мумбаи.

## Письменность
Для записи конкани используется довольно большое количество систем письма. Вероятно, первоначально использовалась письменность брахми, к настоящему времени вышедшая из употребления.
Официальной письменностью в Гоа является деванагари.
В Гоа популярна латиница. Среди конканского населения Карнатаки используется письменность каннада. Общины конкани в районе Кочина и Кожикоде в штате Керала используют письмо малаялам. Конканцы-мусульмане, проживающие в прибрежных районах Махараштры и Бхаткал талука в Карнатаке используют для записи конкани арабскую письменность.
| IPA  | Модифицированный деванагари | Стандартный деванагари | Латиница | Каннада | Малаялам | Арабский алфавит |
| ---- | --------------------------- | ---------------------- | -------- | ------- | -------- | ---------------- |
| /ɵ/  | अ                           | अ                      | o        | ಅ/ಒ     | അ        | ?                |
| /aː/ | आ                           | आ                      | a        | ಆ       | ആ        | ?                |
| /i/  | इ                           | इ                      | i        | ಇ       | ഇ        | ?                |
| /iː/ | ई                           | ई                      | i        | ಈ       | ഈ        | ?                |
| /u/  | उ                           | उ                      | u        | ಉ       | ഉ        | ?                |
| /uː/ | ऊ                           | ऊ                      | u        | ಊ       | ഊ        | ?                |
| /e/  | ए                           | ए                      | e        | ಎ       | എ        | ?                |
| /ɛ/  | ऍ                           | ए                      | e        | ಎ       | ഏ        | ?                |
| æ    | -                           | ए                      | /e/      | ಎ или ಐ | ഐ        | ?                |
| /ɵi/ | ऐ                           | ऐ                      | ai/oi    | ಐ       | ഐ        | ?                |
| /o/  | ओ                           | ओ                      | o        | ಒ       | ഒ        | ?                |
| /ɔ/  | ऑ                           | ओ                      | o        | ಒ       | ഓ        | ?                |
| /ɵu/ | औ                           | ಔ                      | au/ou    |         | ഔ        | ?                |
| /ⁿ/  | अं                           | अं                      | om/on    | ಅಂ       | അം        | ?                |
| /k/  | क                           | क                      | k        | ಕ್       | ക്        | ک                |
| /kʰ/ | ख                           | ख                      | kh       | ಖ್       | ഖ്        | که               |
| /g/  | ग                           | ग                      | g        | ಗ್       | ഗ്        | ک                |
| /gʱ/ | घ                           | घ                      | gh       | ಘ್       | ഘ്        | گه               |
| /ŋ/  | ङ                           | ंग                      | ng       | ಙ       | ങ്        | ڭ                |
| /ts/ | च़                           | च़                      | ch       | ಚ್       | ത്സ്       | څ                |
| /c/  | च                           | च                      | ch       | ಚ್       | ച്        | چ                |
| /cʰ/ | छ                           | छ                      | chh      | ಛ್       | ഛ്        | چه               |
| /z/  | ज़                           | ज़                      | z        | ಜ       | ?        | ز                |
| /ɟ/  | ज                           | ज                      | j        | ಜ್       | ജ്        | ج                |
| /zʰ/ | झ़                           | झ़                      | zh       | ಝ್       | ?        | زه               |
| /ɟʱ/ | झ                           | झ                      | jh       | ಝ್       | ഝ്        | جه               |
| /ɲ/  | ञ                           | ञ                      | nh       | ಞ       | ഞ്        | ڃ                |
| /ʈ/  | ट                           | ट                      | tt       | ಟ್       | ട്        | ټ                |
| /ʈʰ/ | ठ                           | ठ                      | tth      | ಠ್       | ഠ്        | ټه               |
| /ɖ/  | ड                           | ड                      | dd       | ಡ್       | ഡ്        | ډ                |
| /ɖʱ/ | ढ                           | ढ                      | ddh      | ಢ್       | ഢ്        | ډه               |
| /ɳ/  | ण                           | ण                      | nn       | ಣ್       | ണ്        | ڼ                |
| /t̪/  | त                           | त                      | t        | ತ್       | ത്        | ت                |
| /t̪ʰ/ | थ                           | थ                      | th       | ಥ್       | ഥ്        | ته               |
| /d̪/  | द                           | द                      | d        | ದ್       | ദ്        | د                |
| /d̪ʰ/ | ध                           | ध                      | dh       | ಧ್       | ധ്        | ده               |
| /n/  | न                           | न                      | n        | ನ್       | ന്        | ن                |
| /p/  | प                           | प                      | p        | ಪ್       | പ്        | پ                |
| /f/  | फ़                           | फ                      | f        | ಫ್       | ?        | ف                |
| /b/  | ब                           | ब                      | b        | ಬ್       | ബ്        | ب                |
| /bʱ/ | भ                           | भ                      | bh       | ಭ್       | ഭ്        | به               |
| /m/  | म                           | म                      | m        | ಮ್       | മ്        | م                |
| /j/  | य                           | य                      | i/e/ie   | ಯ್       | യ്        | ې                |
| /ɾ/  | र                           | र                      | r        | ರ್       | ര്        | ر                |
| /l/  | ल                           | ल                      | l        | ಲ್       | ല്        | ل                |
| /ʃ/  | श                           | श                      | x        | ಶ್       | ഷ്        | ش                |
| /ʂ/  | ष                           | ष                      | x        | ಷ್       | ശ്        | ?                |
| /s/  | स                           | स                      | s        | ಸ್       | സ്        | س                |
| /ɦ/  | ह                           | ह                      | h        | ಹ್       | ഹ്        | ?                |
| /ɭ/  | ळ                           | ळ                      | ll       | ಳ್       | ള്        | ?                |
| /ʋ/  | व                           | व                      | v        | ವ್       | വ്        | ڤ                |